# Rozerotte
Rozerotte es una comuna francesa situada en el departamento de Vosgos, en la región de Gran Este.

## Demografía
| 206 | 190 | 173 | 230 | 217 | 185 | 190 |
| Para los censos de 1962 a 1999 la población legal corresponde a la población sin duplicidades (Fuente: INSEE [Consultar]) |     |     |     |     |     |     |